# Chirita eburnea
Chirita eburnea är en tvåhjärtbladig växtart som beskrevs av Henry Fletcher Hance. Chirita eburnea ingår i släktet Chirita och familjen Gesneriaceae. Inga underarter finns listade i Catalogue of Life.